# L'Attaccabottoni
L'Attaccabottoni (sottotitolo: «Scocciatore settimanale») è stata una rivista satirica italiana pubblicata a Roma nel 1926.

## Storia
Il giornale, con sede a Roma, fu fondato da Alberto Giannini, già redattore de "Il Paese" e direttore del celebre "Becco giallo". Stampato su carta di colore giallo come il precedente, aveva una foliazione di due pagine, composte da sei colonne.
Dopo la soppressione del "Becco giallo", avvenuta il 31 gennaio 1926, «L'Attaccabottoni» ne fu per certi aspetti l'erede e il continuatore più cauto, meno tagliente, ma con una linea editoriale e caratteristiche illustrative identiche.
Numerosi disegni graffianti furono curati da Gabriele Galantara (Rata-Langa) e Domenico Natoli (Nat., Scapin).

La sua vita fu, peraltro, assai breve: il primo numero uscì al 13 giugno 1926, l'ultimo al 17 ottobre dello stesso anno. Appena 19 numeri in totale.
Si ricordano, fra l'altro, quattro interventi di Giuseppe Ungaretti.